# 龍隆
龍隆（1950年10月26日—），本名莊代隆，臺灣電影、電視劇演員，曾獲金鐘獎戲劇節目男配角獎。

## 生平
龍隆畢業於中國文化學院戲劇科，1969年踏入演藝圈。他早年簽約華視，為華視力捧的小生之一。1993年，他以華視《書劍恩仇錄》的張召重一角獲得第28屆金鐘獎戲劇節目男配角獎。2002年，他以《煙雨江南》再度入圍金鐘獎。
龍隆以演出古裝劇為主，2000年以後多半在中國大陸拍戲。2008年至2012年間，他於重拍的新版《包青天》中，再度扮演1993年版中他飾演的八賢王。

## 作品

### 電影
- 一寸山河一寸血（1972）
- 保鑣（1976）
- 昨日匆匆（1977）
- 猴王捉妖 (1977)
- 盤古開天地 (1979)

### 電視
- 喜宴（1972）
- 天倫（1973）
- 鐵菩薩（1973）
- 吾愛吾家（1973）……白家樑
- 保鑣（1974）……蔡漢英
- 包青天（儀銘版）（1974）……八賢王
- 少林十戒（1976）……龍天風
- 英雄（1976）……洪　川
- 父女神探（1976）
- 龍虎風雲（1977）……杜小月
- 二度梅（1977）……梅良玉
- 新花田錯（1977-1978）……卞　機
- 天涯 俠士 萬里追（1977年）……胡必松
- 劍膽天心（1978）
- 紅樓夢（1978）……賈寶玉
- 虎膽神捕（1979）
- 鐵血壯士（1979）……南宮平
- 玉玲瓏（1979）……凌波影
- 五虎將（1980）……盧珍
- 唐三五誡（1981）……鑲黃旗王爺
- 浩劫天倫淚（1981）……周廣祺
- 小李飛刀（1982）……龍嘯雲
- 守著陽光守著你（1982）……歐陽震
- 大俠沈勝衣（1984）……白玉樓
- 陸小鳳（1984）……西門吹雪
- 神劍無敵（1984）……江水寒
- 江南遊龍（1984）……單元：忠義千秋(第30.31集)……吳飛熊
- 俠客行（1985）……石清
- 四郎與真平（1985）……魔鬼黨首領
- 回首斜陽（1985）……紹明
- 遊俠龍捲風（1986）……龍華王
- 八千里路雲和月（1988）……韓世忠
- 一門英烈穆桂英（1989）……楊延昭
- 六壯士 - 易水寒（1990）……秦王政
- 一代名伎李師師 (1991) ……金朝狼主
- 少年張三丰（1991）……黃善
- 書劍恩仇錄（1992）……張召重
- 劉伯溫傳奇（1992-1995）……柳其武（第二集）、李淨天（第五集）、梁冷星（27集、34集、41-64集）、韓鴻/王二狗（87集）、郭信（150、151集）
- 包青天（1993）……八王爺/冥河姥姥（單元：魚美人）
- 七俠五義（1994）……涂善(單元:真命天子、捆龍索)；雷星河(單元:公主逃婚)
- 黄飞鸿与十三姨（1995）…… 白浩然(齊子丹公公)
- 關公（1996）……曹操
- 保鑣（1997）……楊雲翼
- 施公奇案（1997）……單元：盲劍遊龍；新官上任；大悲大喜；獅面王；又見龍兒
- 土地公傳奇（1999）……第五單元：大小娘親；第九單元：小霜；第十五單元：俠義柔情
- 包公出巡（2000）……高緒
- 珍珠彩衣（2000）……阿濟彰
- 煙雨江南（2001）……田西園
- 新蜀山剑侠传（2002）……烈火
- 青龍好漢（2003）……周三元
- 觀世音（2005）……老和尚
- 八兩金（2005）……李茂源
- 包青天（2008）……八王爺
- 龍行天下（2009）……桂萬軍
- 我的排隊情人（2010）……賈天昊
- 船來船往（2010）……王耀民
- 再愛我一次（2011）……李志遠
- 包青天之碧血丹心（2011）……八王爺
- 包青天之開封奇案（2012）……八王爺
- 情滿雪陽花（2015）……李洪泰
- 皇子歸來之歡喜縣令（2015）……太師
- 皇子歸來之歡喜知府（2016）……太師
- 守著陽光守著你（2019）……溫閾華

## 獎項
| 年份   | 頒獎典禮     | 獎項             | 影片           | 角色   | 結果 |
| ------ | ------------ | ---------------- | -------------- | ------ | ---- |
| 1993年 | 第28屆金鐘獎 | 戲劇節目男配角獎 | 《書劍恩仇錄》 | 張召重 | 獲獎 |
| 2002年 | 第37屆金鐘獎 | 戲劇節目男配角獎 | 《煙雨江南》   | 田西園 | 提名 |

## 外部連結
- 龍隆在香港影庫上的簡介
- 龍隆在豆瓣上的资料（简体中文）